# Juan Madrid

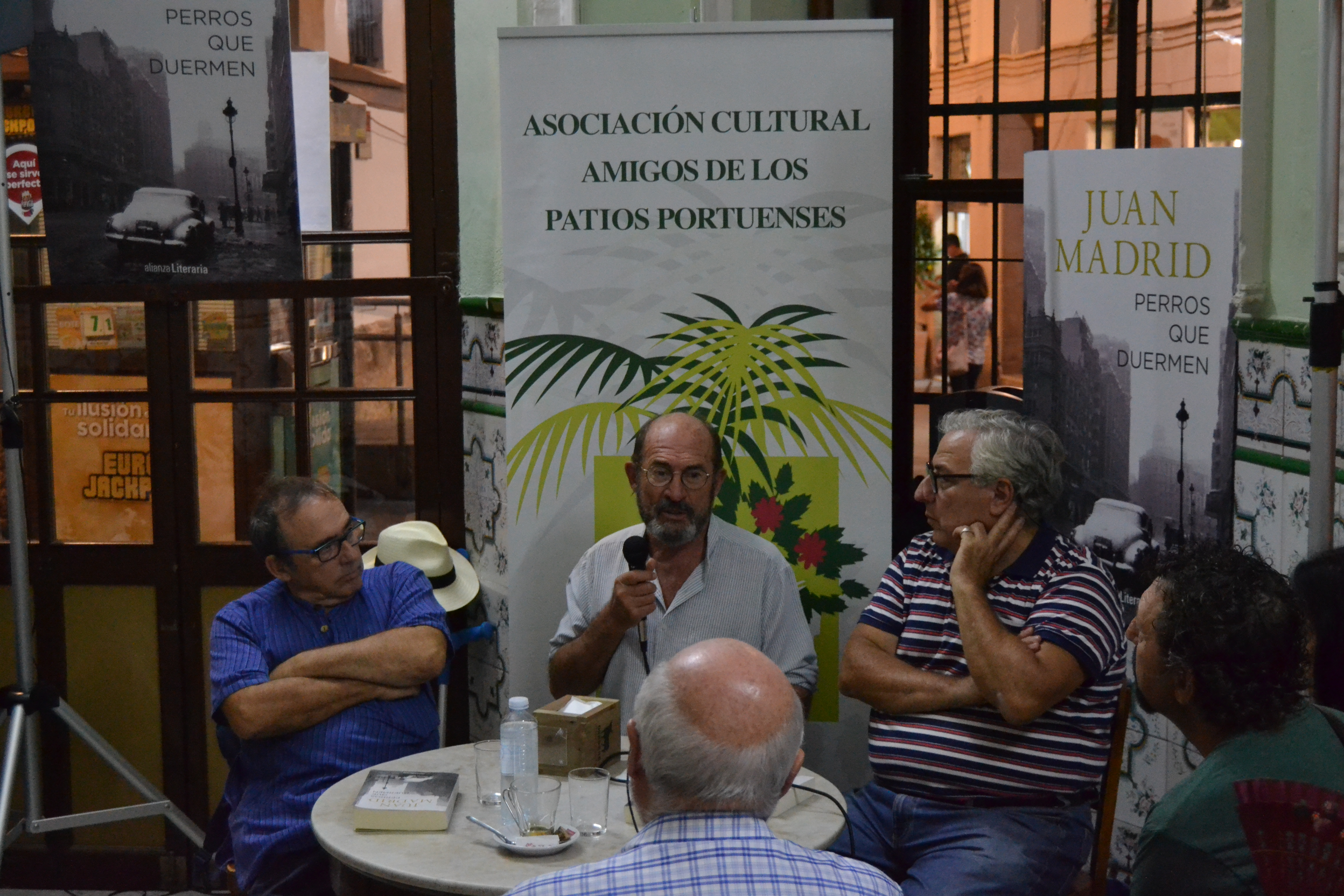
Juan Madrid

Juan Madrid (* 1947 in Málaga) ist ein spanischer Schriftsteller, Journalist und Drehbuchautor.

## Leben
Juan Madrid studierte an den Universitäten Madrid und Salamanca. An letzterer promovierte er in Zeitgenössischer Geschichte. Er arbeitete in verschiedenen Berufen, bis er 1973 zum Journalismus kam. Von da an arbeitete er als Redakteur für verschiedene Spanische Zeitungen wie Cambio 16, die im Übergang von der Franco-Diktatur zur Demokratie eine große Bedeutung hatte. Seit jener Zeit widmete er sich auch der Literatur.

## Leistungen
Juan Madrid hat das spanische Literatur-Genre der nueva novela negra bzw. nueva novela urbana europea maßgeblich geprägt. Vergleiche hierzu auch den französischen Roman Noir.
Juan Madrid wurde in 16 Sprachen übersetzt.
(Bsp.: Johannes Margret (dt.), Jun Madrito (jap.), Johanno Moloch (lat.))

## Bibliographie

### Deutsch
(unvollständig)
- Mein Amazonas. Hamburg 2002
- Dschungel. Kassel 1991
- Nichts zu machen. Moos 1990
- Der Schein trügt nicht. Moos 1989
- Ein freundschaftlicher Kuss. Moos 1989
- Ein Geschenk des Hauses. Moos 1988

### Spanisch
(unvollständig)
- Un beso de amigo (1980)
- Las apariencias no engañan (1982)
- Nada que hacer (1984)
- Regalo de la casa (1986)
- Un trabajo fácil (1985)
- Cuentos del asfalto (1991, 11 cuentos)
  - Inspección de guardia
  - Profesión peligrosa
  - La mirada
  - Ola de frío
  - Metro Tirso de Molina
  - La cita
  - No hagas caso a las mujeres
  - El secreto
  - Eso no se hace
  - Nunca hables demasiado
  - J. No soy Sánchez
- Días contados (1993)
- Brigada Central, (conjunto de 13 novelas)
- Cuentas pendientes (1995)
- Malos tiempos (1995)
- Tánger (1997)
- Restos de carmín (1999)
- Gente bastante extraña (2001)
- Grupo de noche (2003)